# 철쭉제
《철쭉제》는 1983년 6월 4일에 방영된 TV문학관이다.

## 줄거리
주인공 '나'(박지훈)는 한국전쟁 때 당시 머슴으로 공산군에 가담한 박판돌(유병한) 등에게 비참한 죽음을 당한 아버지(최명수)의 원수를 갚기 위해 고향으로 내려간다. 고향으로 내려간 '나'는 비료 공장 사장이 되어 있는 박판돌을 만나 그와 함께 아버지의 유골을 수습하러 지리산에 오르기로 하는데...

## 출연
- 박지훈
- 유병한
- 유가영
- 권성덕
- 최명수
- 서우림
- 신원균
- 선동혁
- 김시원
- 서상익
- 김윤형
- 장희진
- 정진
- 송종원
- 윤성국
- 김세훈
- 최호창